# Laurent de La Hyre
Pour les articles homonymes, voir La Hire.

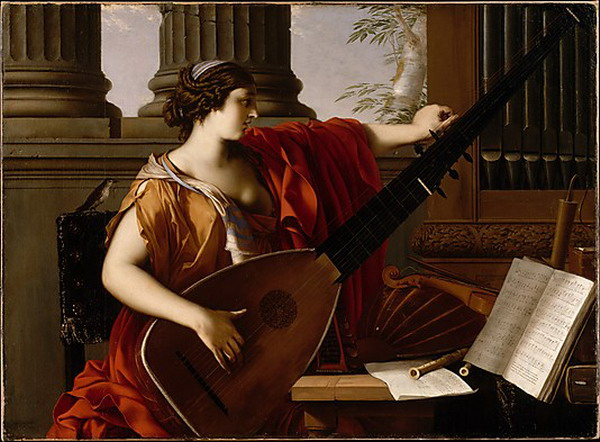
Allégorie de la musique.

Laurent de La Hyre (né à Paris le 27 février 1606 - 28 décembre 1656) est un peintre et graveur français du XVIIe siècle, père de l'académicien Philippe de La Hire. C'est l'un des principaux représentants de la peinture française des années 1630 et 1640, particulièrement réputé pour ses paysages historiques.

## Biographie
Laurent de La Hyre, né le 27 février 1606 à Paris dans le milieu de la bourgeoisie marchande, reçoit une éducation soignée. Il a brièvement été l'élève de Georges Lallemant, peintre lorrain installé à Paris pratiquant un maniérisme tardif, et a étudié les œuvres de Francesco Primaticcio (Le Primatice) lors d'un séjour au château de Fontainebleau, mais n'aurait jamais visité l'Italie.
Ses premières œuvres, dans les années 1620, sont marquées par un maniérisme tardif, d'inspiration bellifontaine, comme La Tuile (Paris, musée du Louvre). Les années 1630 sont marquées par l'expérimentation de plusieurs manières avec une progression vers une peinture assagie et classicisante. À partir des années 1640, son style évolue vers un classicisme épuré qui fit sa réputation tandis que les dernières années de son activité, de la fin des années 1640 à sa mort en 1656, sont marquées par une prédilection pour les peintures de paysages.
La Hyre est considéré comme le plus parfait exemple de l'atticisme parisien (ce terme fait référence à la région de Grèce nommée l'Attique où s'était développé durant l'Antiquité un courant rhétorique fondé sur la pureté de la langue grecque), c'est-à-dire un art plein de retenue et de mesure, fondé sur le dessin et l'harmonie de couleurs clairs et pures, tout à l'opposé des tendances baroques de Vouet, rentré d'Italie en 1627. Ce courant fleurit dans les années 1640, à Paris, après le passage de Nicolas Poussin, présent dans la capitale entre 1640 et 1642.
Les premières toiles religieuses de La Hyre sont remarquées et lui valent, dès les années 1630, des commandes pour la cathédrale Notre-Dame de Paris (il réalise deux Mays de Notre-Dame) et pour le palais de Richelieu, le palais cardinal (actuel Palais-Royal).

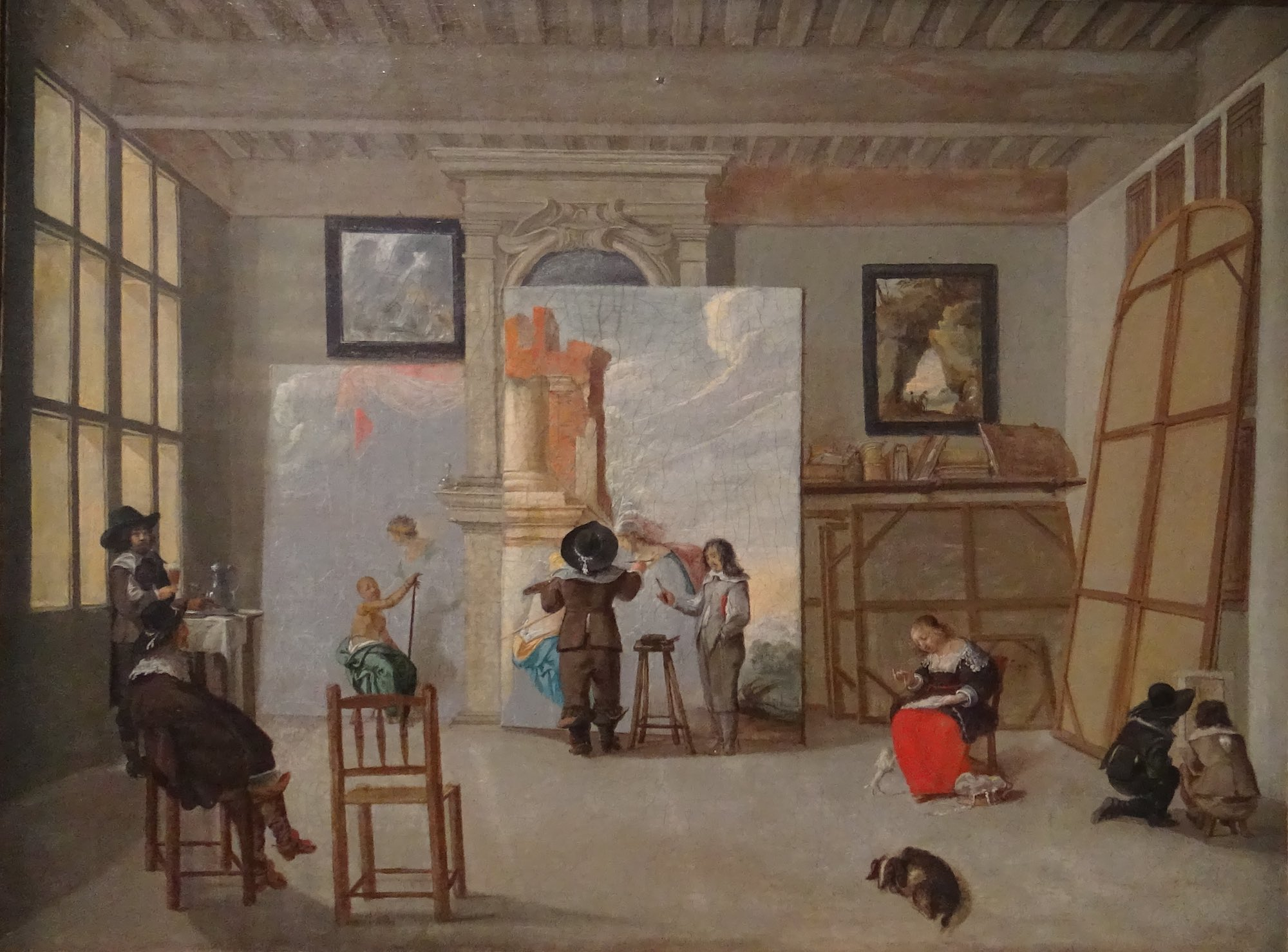
Entourage de Laurent de La Hyre, L’Atelier de Laurent de La Hyre, vers 1630.

Mais La Hyre est surtout célèbre pour ses peintures de paysage qui intègrent des scènes souvent tirées de l'Antiquité classique. Il représente régulièrement des arrière-plans de ruines traités de manière très précise et transcrivant avec un grand souci d'exactitude la texture de la pierre et les jeux de la lumière sur sa surface. Ses compositions sont épurées, avec une lumière claire qui baigne la scène de manière raffinée, et se basent sur un dessin très soigneux tout en faisant preuve d'une réelle qualité d'observation bien que ses paysages soient purement imaginaires, mettant en scène une nature idéalisée qui se veut être une image de l'Arcadie antique, à l'opposé du paysage topographique des Hollandais à la même époque. Ses paysages sont rarement des paysages purs, dénués de personnages. Ce sont le plus souvent des paysages historiques, représentant des scènes bibliques ou mythologiques dans un cadre naturel mais qui a, chez La Hyre, autant sinon plus d'importance que l'épisode narratif dépeint.
Laurent de La Hyre a connu de son vivant la célébrité, ce qui lui a valu de figurer, en 1648, parmi les douze membres fondateurs de l'Académie royale de peinture et de sculpture, au sein de laquelle on retrouvait les principaux tenants du courant atticiste de la peinture, notamment Eustache Le Sueur.
Laurent de La Hyre est mort le 28 décembre 1656 à Paris. Après sa mort, malgré la réputation dont il avait joui de son vivant, il est moins considéré que les autres grands peintres de son temps, tels Vouet, Champaigne ou Le Sueur, du fait du jugement négatif porté sur son œuvre par les historiographes de la fin du XVIIe siècle.
Il est le père du scientifique Philippe de La Hire, qu'il forma à la peinture.

## Œuvre

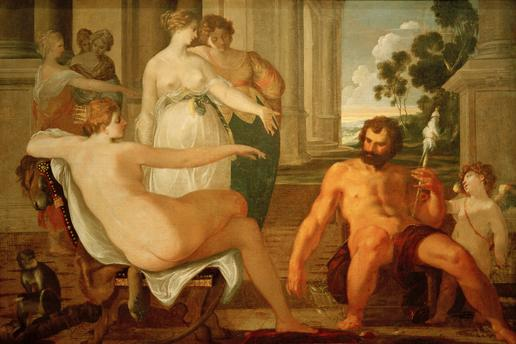
Hercule et Omphale
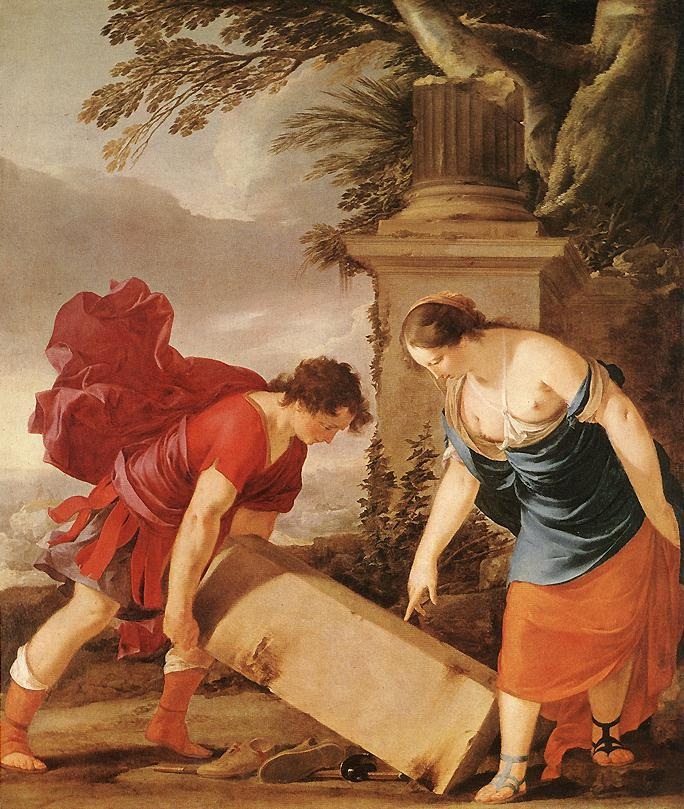
Thésée
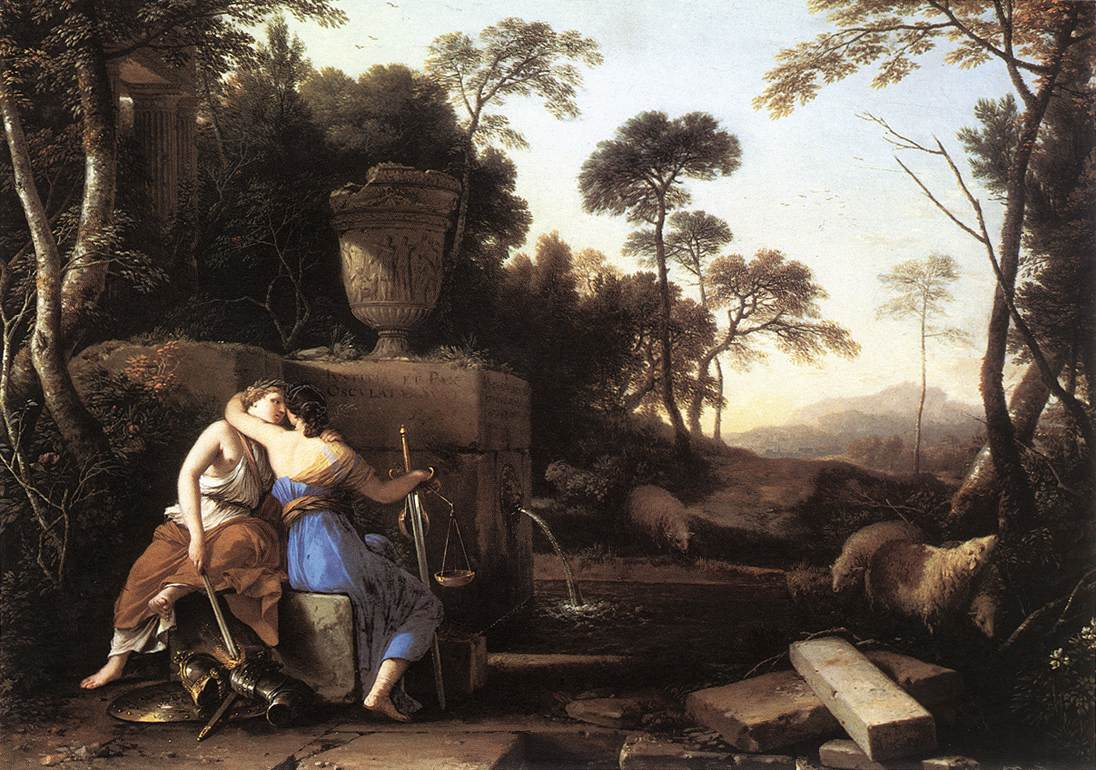
Paysage avec la Paix embrassant la Justice, 1654, Musée d'art de Toledo
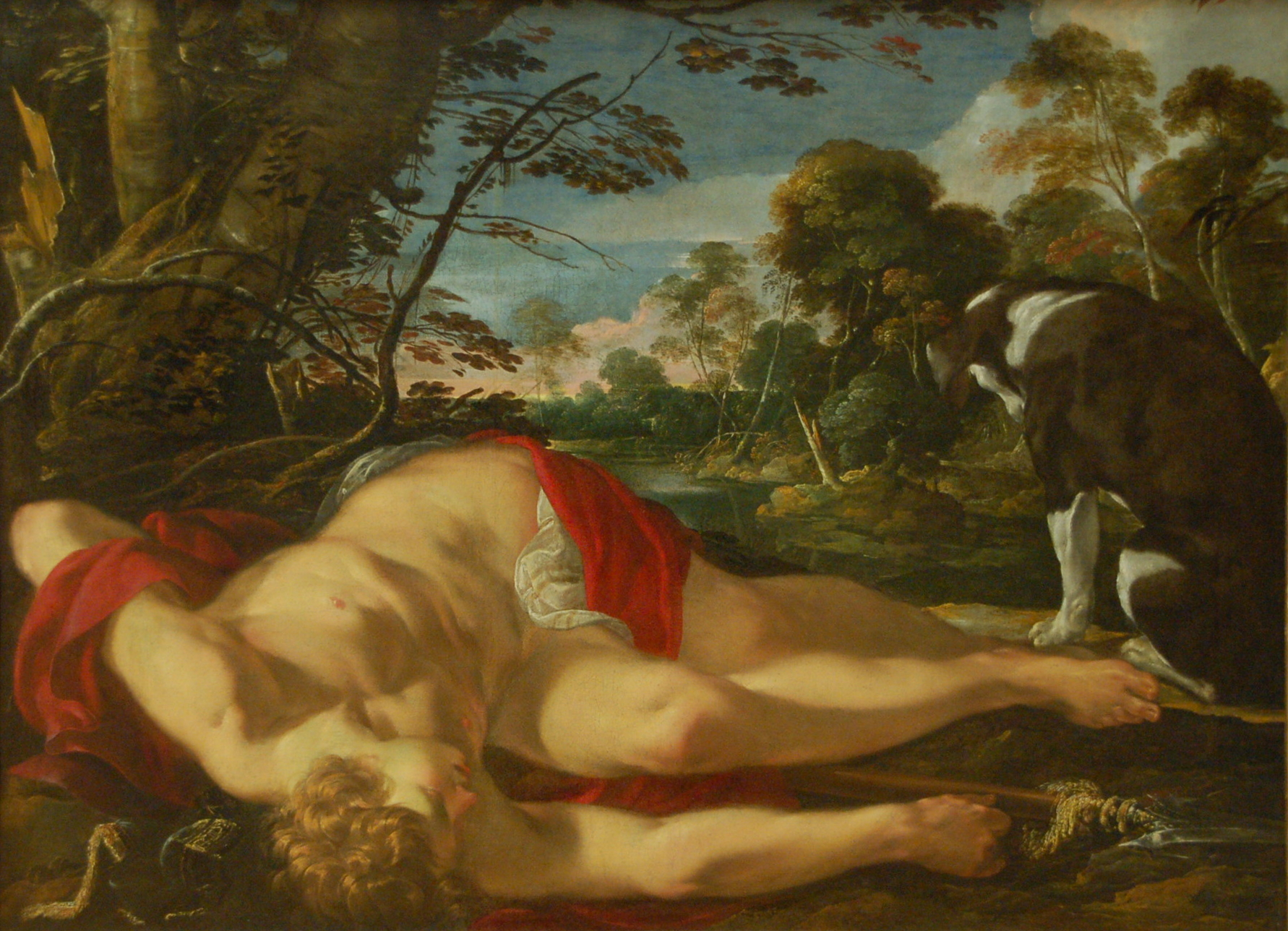
Adonis Mort, avec son chien
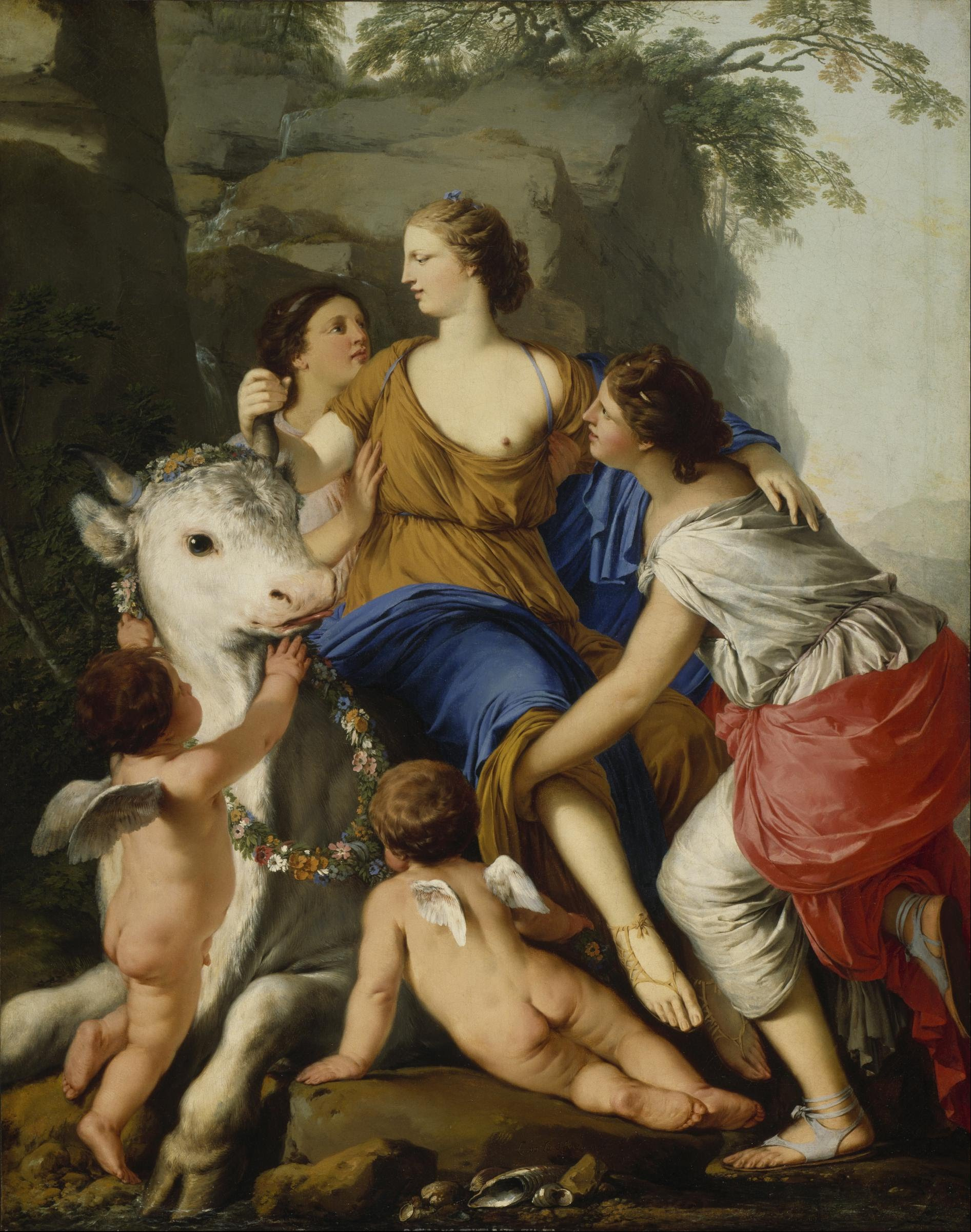
Le rapt d'Europe
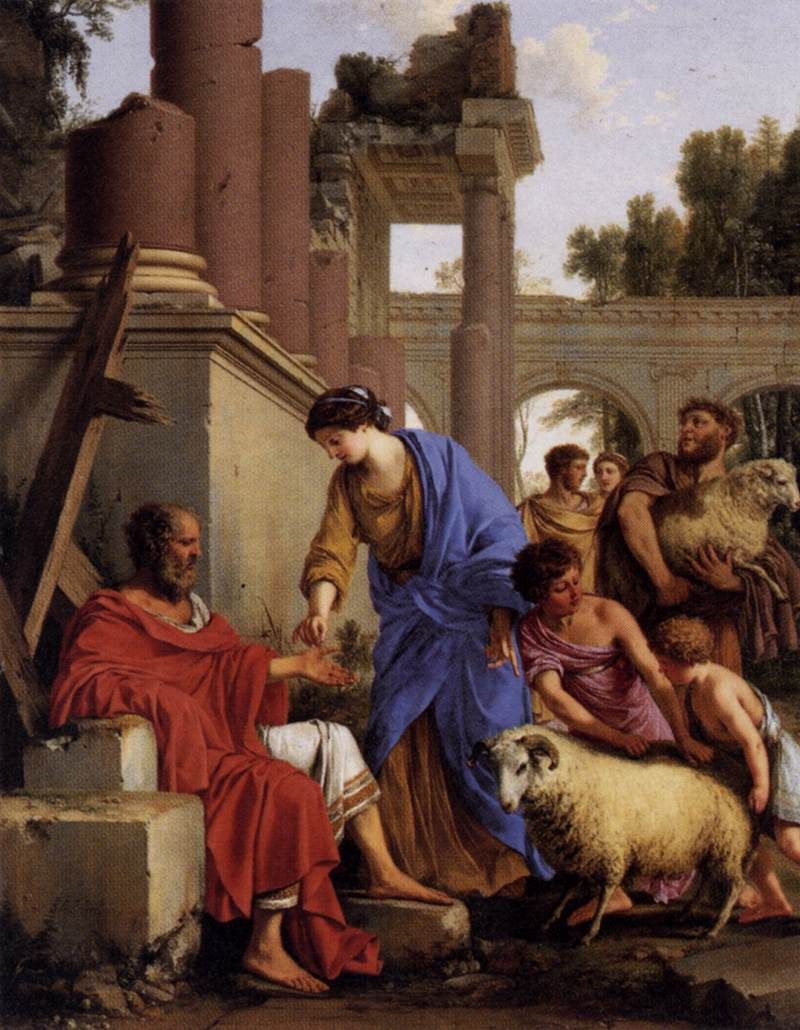
Job
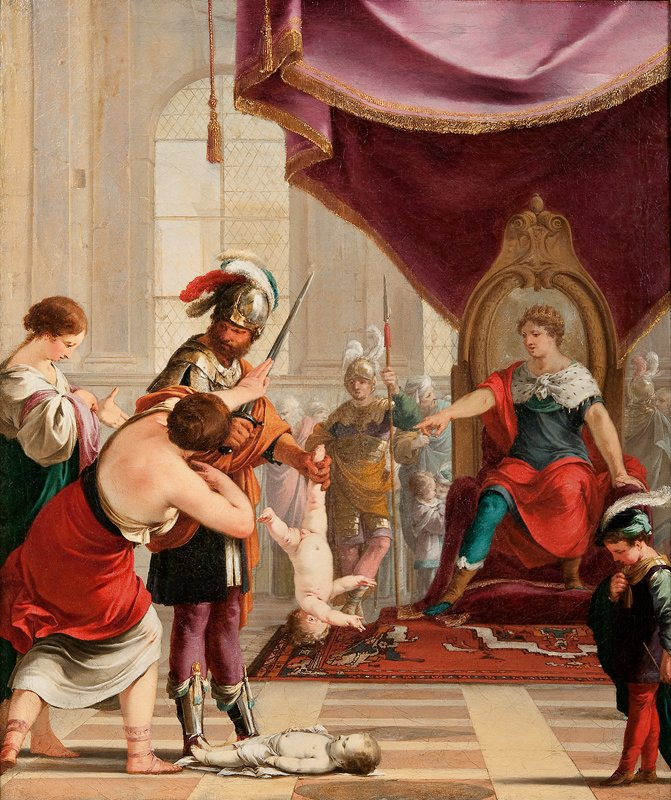
Jugement de Salomon
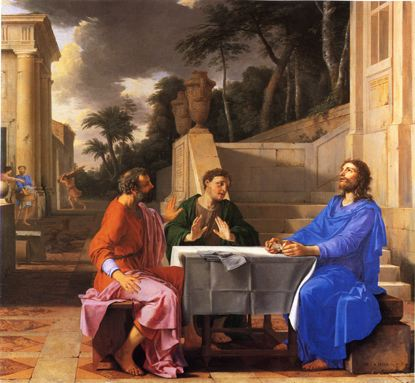
L'Apparition du Christ aux pèlerins d'Emmaüs, 1656, musée de Grenoble
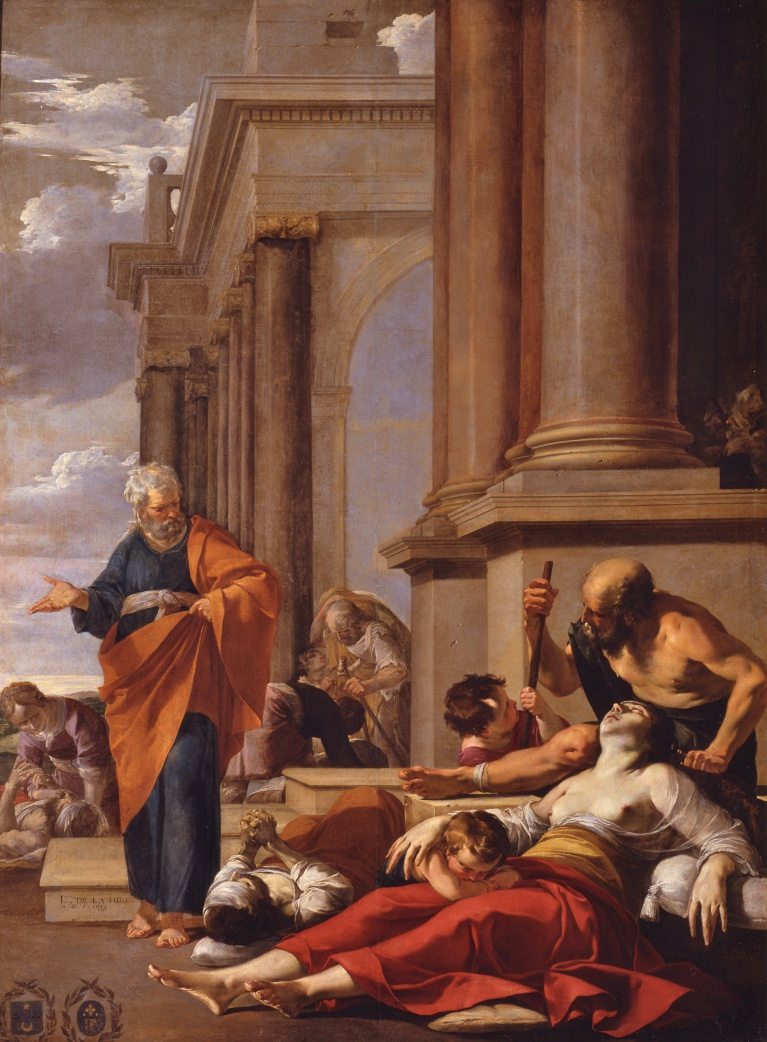
Saint Pierre guérissant
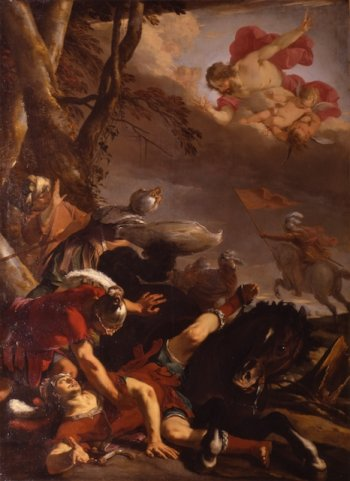
La Conversion de saint Paul, 1637, Chapelle Saint-Anne.
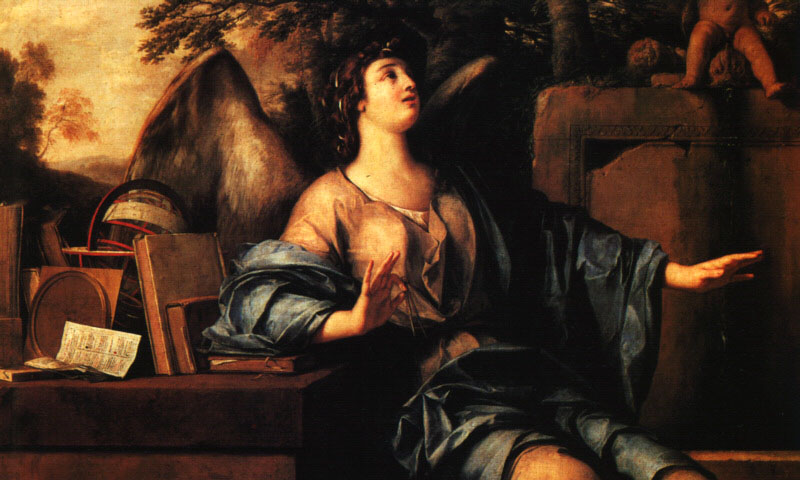
Allégorie de l'astronomie, 1649, Musée d'Orléans
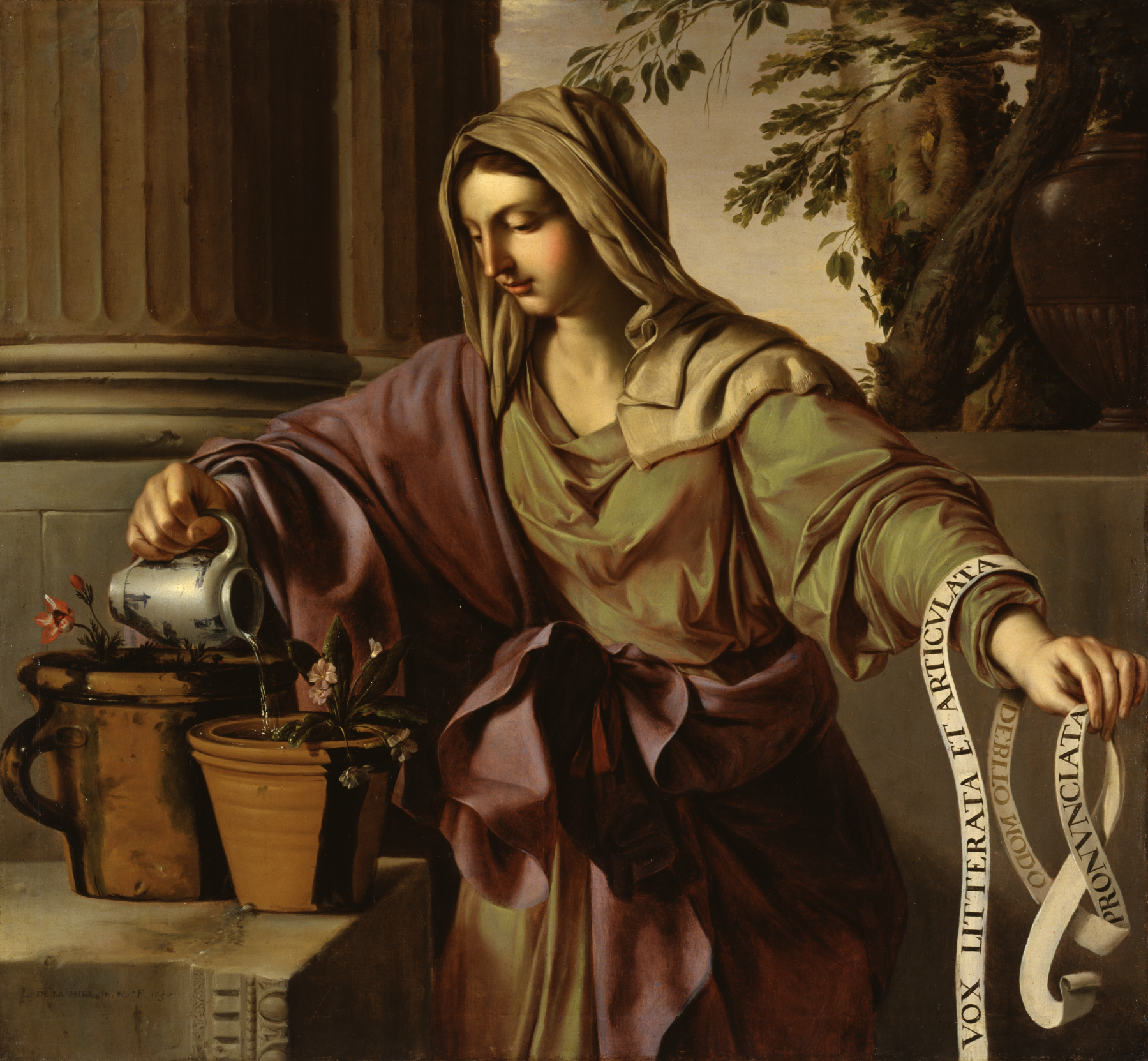
Allégorie de la Grammaire, 1650, National Gallery de Londres
Allégorie de la Régence d'Anne d'Autriche, 1648, Chateau de Versailles
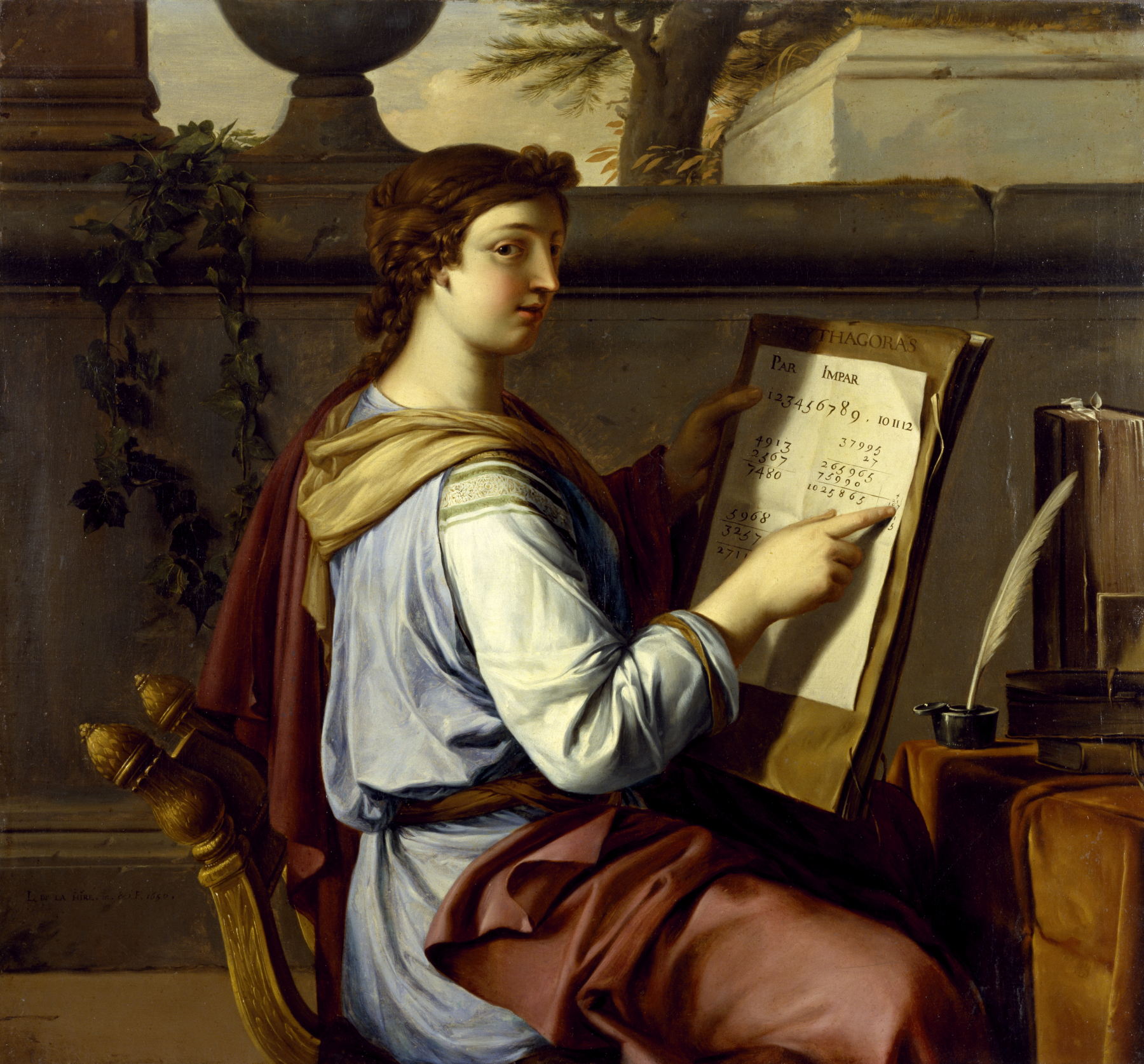
Allégorie de l'Arithmétique
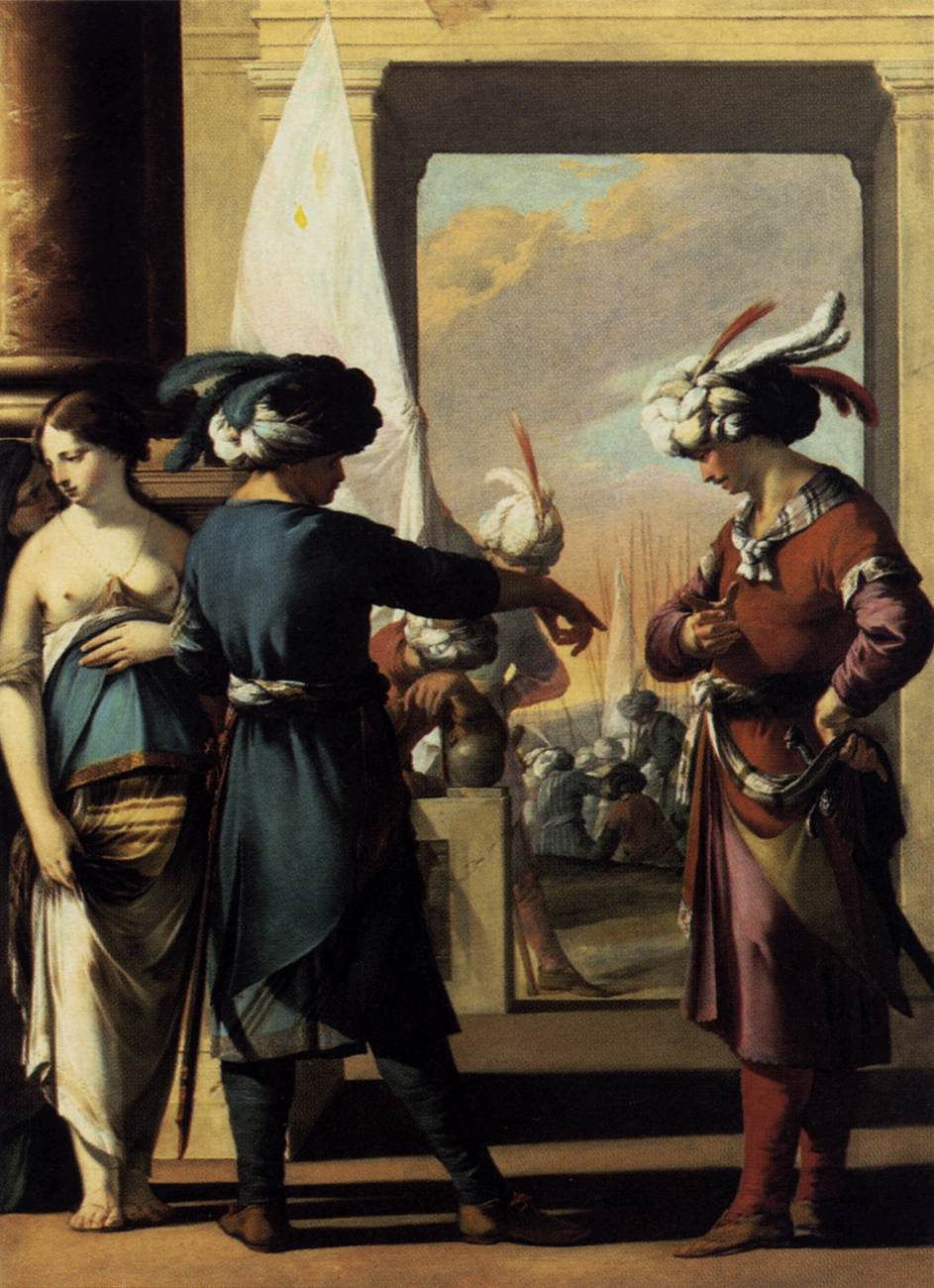
Cyrus
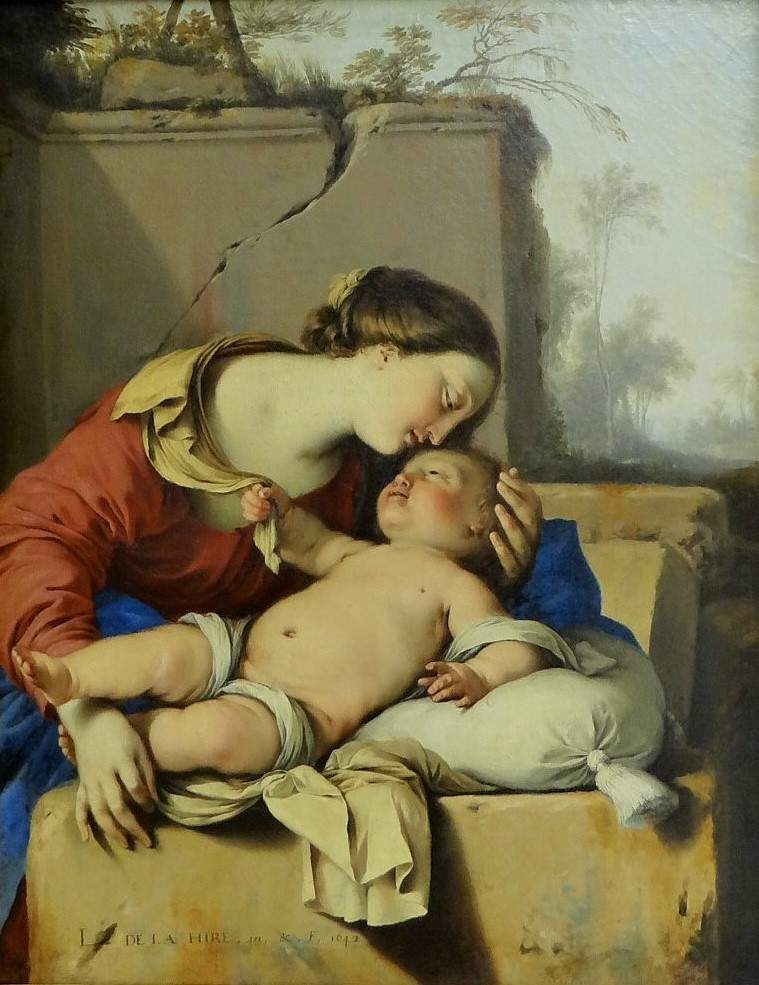
Vierge à l'Enfant au coussin
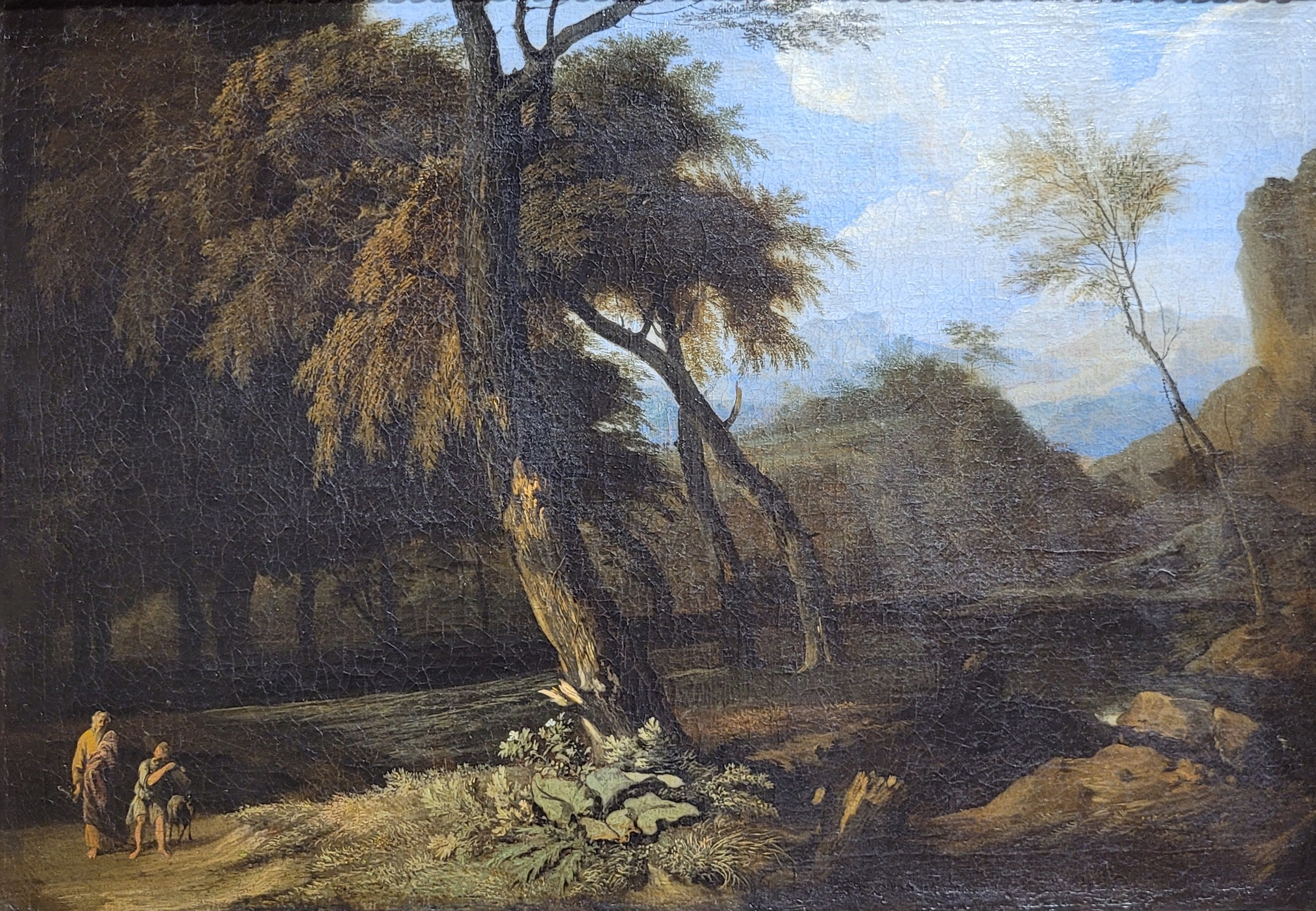
Laurent de la Hyre (1606-1656), Abraham et son fils se rendant au lieu du sacrifice, huile sur toile (47 x 68 cm), don de Ligeret du Cloiseau en 1851 au musée de Semur-en-Auxois

### Liste des œuvres

#### Peintures
- La Mort de Pyrame et Thisbé, vers 1624-1628, huile sur toile, 102 x 150 cm, Montpellier, musée Fabre
- Adonis mort, 1624-28, 109 × 148 cm, Paris, musée du Louvre
- La défaite des Anglais en l'île de Ré par l'armée française le 8 novembre 1627, vers 1627-1628, Paris, musée de l'Armée, hôtel des Invalides
- La Pâmoison de la Vierge, 1628, Amiens, cathédrale Notre-Dame (Chapelle Saint-Étienne)
- Le Repos de la Sainte-Famille, 1630-1640, huile sur toile, 239,5 x 166,5 cm, Musée d'Arts de Nantes
- Cyrus annonce à Araspe que Panthée a obtenu sa grâce, 1631-34, 141,9 × 102 cm, Chicago, Art Institute of Chicago
- L'Adoration des bergers 1635, huile sur toile, 451 × 282 cm, Rouen, musée des beaux-arts  (voir aussi l'Adoration des bergers à Creil )
- L'Assomption de la Vierge, 1635, Paris, musée du Louvre
- Saint Pierre guérissant les malades de son ombre, 1635, cathédrale Notre-Dame de Paris (May)
- La conversion de saint Paul, 1637, cathédrale Notre-Dame de Paris (May)
- Thésée et Éthra, vers 1635-1640, Budapest, musée des beaux-arts
- L’Aveuglement des habitants de Sodome, 1639, huile sur toile, 101 × 243 cm, Paris, musée du Louvre
- Apparition de Jésus aux trois Marie, 1640-1650, huile sur toile, 398 × 251 cm, Paris, musée du Louvre
- Entrée du Christ à Jérusalem, 1640-1650, Paris, abbaye de Saint-Germain-des-Prés
- Adoration des bergers, 1641, huile sur toile, 400 × 300 cm, abbaye bénédictine de Valognes (voir aussi l'Adoration des bergers à Creil )
- La Vierge à l'enfant, 1642, Paris, musée du Louvre
- Cornélia refuse la couronne des Ptolémées, 1646
- Paysage au pâtre jouant de la flûte, 1647, huile sur toile, 60,5 x 66,5, Montpellier, musée Fabre
- Laban cherchant ses idoles dans les bagages de Jacob, 1648, 95 × 133 cm, Paris, musée du Louvre
- Allégorie de la régence d'Anne d'Autriche, 1648, château de Versailles
- Paysage au porcher, 1648, huile sur toile, 60,4 × 77,5 cm, Musée des beaux-arts de Montréal
- Allégorie de l’Astronomie, 1649, huile sur toile, 104 x 218,5 cm, Musée des Beaux-Arts d'Orléans[2]
- Mercure et Hersé, 1649, huile sur toile, Épinal, musée départemental d'art ancien et contemporain
- Putto jouant de la basse de viole, 1649-1650, huile sur toile, 105 x 56 cm, Musée Magnin, Dijon
- Putto chantant, 1649-1650, huile sur toile, 105 x 55 cm, Musée Magnin, Dijon
- Allégorie de la Grammaire, 1650, Londres, National Gallery
- Paysage au joueur de flute, vers 1650, Palais des beaux-arts de Lille
- La Mort des enfants de Bethel, 1653, Arras, musée des beaux-arts (le véritable sujet de ce tableau pourrait être la Dixième Plaie d'Égypte[3].)
- Paysage aux baigneuses, 1653, Paris, musée du Louvre
- La Descente de croix, 1655, huile sur toile, 480 × 325 cm, (provient du couvent des Capucins de Rouen), Rouen, musée des beaux-arts
- Sainte Anne instruisant la Vierge, huile sur toile, 331 × 225 cm, (provient de l'abbaye de Saint-Amand à Rouen), Rouen, Musée des beaux-arts
- L'Apparition du Christ aux pèlerins d'Emmaüs, 1656, huile sur toile, 162,5 × 178,5 cm, musée de Grenoble[4]
- Noli me tangere ou L'Apparition du Christ à Marie-Madeleine, 1656, huile sur toile, 188,2 × 204,4 cm , musée de Grenoble[5]

#### Gravures
- Le Châtiment de Marsyas
- Abraham sacrifiant Isaac, 1650
- La Sainte Famille avec putti, 1640, Art Institute, Chicago
- Deux religieux dans la solitude, vers 1630, musée du Louvre, Paris

#### Dessins
- Le Sacrifice d'Abraham, pierre noire et lavis d'encre de Chine. H. 0,233 ; L. 0,334 m[6]. Paris, Beaux-Arts de Paris. Ce dessin date vraisemblablement de la fin des années 1640. L'artiste fait preuve d'une grande liberté dans la manière et la composition de cette feuille. Le trait et le positionnement des figures sont spontanés, le volume des drapés est indiqué de manière très linéaire. L'artiste utilise peu d'estompe mais joue magistralement avec les réserves de papier blanc pour suggérer l'espace[7].
- Déploration sur le Christ mort, devant un hôpital, 1645, musée du Louvre, Paris[8]
- La Lapidation de saint Étienne, pierre noire et lavis d'encre de Chine. H. 0,325 ; L. 0,402 m[9]. Paris, Beaux-Arts de Paris. Ce dessin est préparatoire à un épisode de la Tenture de l'histoire de saint Étienne, commandée entre 1646 et 1648. La Hyre ne fournit que des dessins aux commanditaires entre 1646 et 1647. Il propose une lecture fortement antiquisante du sujet. Il est fortement possible que le commanditaire lui ait demandé de modifier sa composition, ce qui expliquerait la présence au Louvre d'un dessin présentant une autre version de cette iconographie[10].
- L'apparition du Christ à Madeleine, pierre noire et lavis d'encre de Chine. H. 0,230 ; L. 0,257 m[11]. Paris, Beaux-Arts de Paris. C'est en 1656 qu'il entre en relation avec les chartreux et réalise l'Apparition du Christ aux pèlerins d'Emmaüs et l'Apparition du Christ à Madeleine, dont ce dessin est une étude préparatoire, le dernier dessin en date de la main de La Hyre. La rigueur formelle à l’œuvre dans cette feuille traduit l'aspiration à un art monumental, dépouillé voire austère, caractéristiques en adéquation avec la règle et les préoccupations de l'ordre commanditaire, la Grande Chartreuse. On note que le Christ est encore muni de la pelle, attribut du jardinier, conformément aux traditions anciennes[12].
- Saint Luc, vers 1630, pierre noire, plume et encre noire, lavis gris sur papier vergé, 13,7 x 22,7 cm, Orléans, musée des Beaux-Arts[13].
- Prophète (Jérémie ? Jonas ?), vers 1630, pierre noire, plume et encre noire, lavis gris sur papier vergé, 20,7 x 22,7 cm, Orléans, musée des Beaux-Arts[14].
- Marie de Médicis fuyant Blois (d’après Rubens), pierre noire et lavis brun sur papier vergé, 28,9 x 22,6 cm, Orléans, musée des Beaux-Arts[15].